# Europameisterschaften der Rhythmischen Sportgymnastik 1988
Die VI. Europameisterschaften der Rhythmischen Sportgymnastik fanden zwischen dem 18. und 22. Mai 1988 in Helsinki, Finnland statt. Das Wettkampfprogramm wurde in den Einzelwettkämpfen nicht verändert, an Stelle mit dem Ball wurde mit dem Reifen geturnt. Im Gruppenwettkampf wurde die Vorrunde gestrichen. Stattdessen gab es den Mehrkampf, das Finale mit 6 Bällen und das Finale mit 3 Reifen und 3 Bändern.

## Ergebnisse

### Einzelmehrkampf

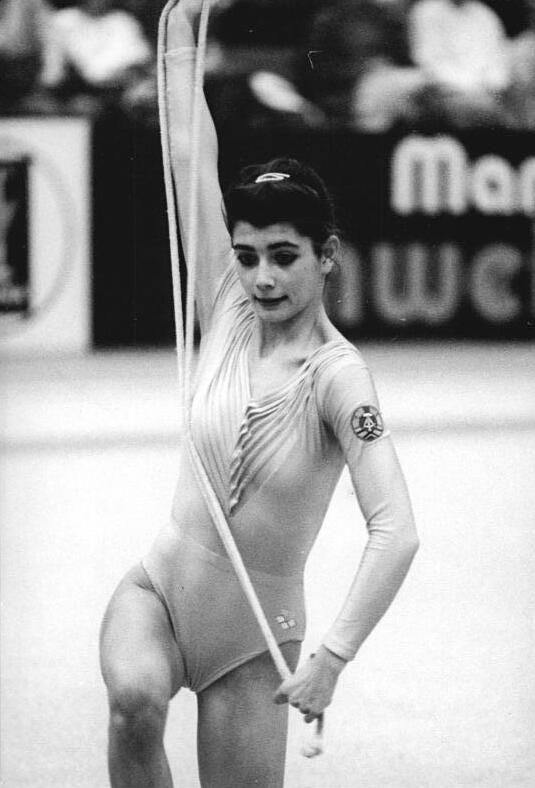
Esther Nicklas (GDR)

Zur Ermittlung des Gesamtstandes wurden die Punkte aus den Teildisziplinen Seil, Reifen, Keulen und Band zusammenaddiert.
Die besten acht Athletinnen in den Teildisziplinen (hier kursiv hervorgehoben) bestritten die Gerätefinals.

Zum ersten Mal wurden nur Goldmedaillen vergeben. Alle drei Siegerinnen turnten in allen vier Teildisziplinen die Höchstnote 10,000. Die Höchstnote wurde noch sieben Mal vergeben.
| Platz | Land                            | Athletin                 | Seil   | Reifen | Keulen | Band   | Gesamt |
| ----- | ------------------------------- | ------------------------ | ------ | ------ | ------ | ------ | ------ |
| 1     | Bulgarien                       | Adriana Dunawska         | 10,000 | 10,000 | 10,000 | 10,000 | 40,000 |
| 1     | Bulgarien                       | Elisabeth Koleva         | 10,000 | 10,000 | 10,000 | 10,000 | 40,000 |
| 1     | Sowjetunion                     | Oleksandra Tymoschenko   | 10,000 | 10,000 | 10,000 | 10,000 | 40,000 |
| 4     | Sowjetunion                     | Maryna Lobatsch          | 10,000 | 9,950  | 10,000 | 10,000 | 39,950 |
| 5     | Bulgarien                       | Bianka Panowa            | 10,000 | 10,000 | 9,900  | 10,000 | 39,900 |
| 6     | Sowjetunion                     | Anna Kotschnewa          | 9,900  | 10,000 | 9,950  | 9,900  | 39,750 |
| 7     | Deutsche Demokratische Republik | Cornelia Kunze           | 9,900  | 9,850  | 9,900  | 9,900  | 39,550 |
| 8     | Rumänien                        | Florentina Butaru        | 9,800  | 9,800  | 9,900  | 9,850  | 39,350 |
| 9     | Ungarn                          | Nora Erfalvi             | 9,800  | 9,800  | 9,900  | 9,850  | 39,250 |
| 9     | Spanien                         | Maria Isabel Lloret      | 9,800  | 9,800  | 9,900  | 9,750  | 39,250 |
| 11    | Italien                         | Samantha Ferrari         | 9,800  | 9,800  | 9,800  | 9,800  | 39,200 |
| 11    | Spanien                         | Maria Martin             | 9,800  | 9,750  | 9,800  | 9,850  | 39,200 |
| 11    | Deutsche Demokratische Republik | Esther Nicklas           | 9,800  | 9,900  | 9,700  | 9,800  | 39,200 |
| 11    | BR Deutschland                  | Diana Schmiemann         | 9,850  | 9,850  | 9,700  | 9,800  | 39,200 |
| 11    | Rumänien                        | Adriana Stonescu         | 9,850  | 9,800  | 9,800  | 9,750  | 39,200 |
| 16    | Ungarn                          | Zsuzsana Muszil          | 9,800  | 9,750  | 9,800  | 9,800  | 39,150 |
| 16    | Tschechoslowakei                | Denisa Sokolovska        | 9,800  | 9,800  | 9,800  | 9,760  | 39,150 |
| 18    | Italien                         | Michaela Imperatori      | 9,800  | 9,800  | 9,700  | 9,800  | 39,100 |
| 19    | Spanien                         | Ana Bautista             | 9,700  | 9,750  | 9,800  | 9,800  | 39,050 |
| 19    | Polen                           | Teresa Folga             | 9,800  | 9,750  | 9,700  | 9,800  | 39,050 |
| 19    | Jugoslawien                     | Milena Reljin            | 9,750  | 9,800  | 9,800  | 9,700  | 39,050 |
| 22    | Tschechoslowakei                | Lenka Oulehlova          | 9,700  | 9,800  | 9,650  | 9,800  | 38,950 |
| 23    | Griechenland                    | Maria Alevizou           | 9,600  | 9,800  | 9,800  | 9,600  | 38,800 |
| 23    | Polen                           | Joanna Blodak            | 9,750  | 9,650  | 9,700  | 9,700  | 38,800 |
| 23    | Italien                         | Giulia Staccioli         | 9,800  | 9,800  | 9,500  | 9,700  | 38,800 |
| 26    | Polen                           | Eliza Bialkowska         | 9,700  | 9,800  | 9,700  | 9,550  | 38,750 |
| 26    | Frankreich                      | Stephanie Cottel         | 9,700  | 9,750  | 9,700  | 9,600  | 38,750 |
| 28    | Tschechoslowakei                | Jana Vesela              | 9,550  | 9,700  | 9,700  | 9,650  | 38,600 |
| 29    | BR Deutschland                  | Marion Rothhaar          | 9,700  | 9,450  | 9,600  | 9,700  | 38,450 |
| 29    | Frankreich                      | Emmanuelle Serre         | 9,600  | 9,600  | 9,600  | 9,650  | 38,450 |
| 31    | Finnland                        | Mira Luhtanen            | 9,650  | 9,550  | 9,700  | 9,450  | 38,350 |
| 32    | Portugal                        | Patricia Jorge           | 9,550  | 9,600  | 9,600  | 9,550  | 38,300 |
| 33    | Finnland                        | Leena Murtamo            | 9,600  | 9,600  | 9,475  | 9,550  | 38,225 |
| 34    | Belgien                         | Laurence Brihaye         | 9,550  | 9,400  | 9,550  | 9,650  | 38,150 |
| 35    | Österreich                      | Elisabeth Bergmann       | 9,500  | 9,550  | 9,600  | 9,450  | 38,100 |
| 36    | BR Deutschland                  | Manuela Trenz            | 9,550  | 9,500  | 9,500  | 9,500  | 38,050 |
| 37    | Niederlande                     | Natascha Vervoort        | 9,300  | 9,550  | 9,500  | 9,450  | 37,800 |
| 38    | Dänemark                        | Malene Franzen           | 9,500  | 9,500  | 9,650  | 9,100  | 37,750 |
| 39    | Finnland                        | Marika Kosonen           | 9,450  | 9,400  | 9,400  | 9,450  | 37,700 |
| 39    | Ungarn                          | Erika Pal                | 9,500  | 9,200  | 9,550  | 9,450  | 37,700 |
| 41    | Niederlande                     | Mirjam de Kramer         | 9,450  | 9,500  | 9,250  | 9,350  | 37,550 |
| 42    | Frankreich                      | Claudia Bouabca          | 9,400  | 9,050  | 9,450  | 9,600  | 37,500 |
| 42    | Jugoslawien                     | Dara Terzic              | 9,100  | 9,550  | 9,500  | 9,350  | 37,500 |
| 44    | Schweden                        | Victoria Bengtsson       | 9,500  | 9,550  | 9,100  | 9,300  | 37,450 |
| 45    | Österreich                      | Manuela Bayer            | 9,150  | 9,500  | 9,450  | 9,250  | 37,350 |
| 45    | Griechenland                    | Maria Koumboula          | 9,250  | 9,450  | 9,450  | 9,200  | 37,350 |
| 45    | Griechenland                    | Maggy Michailidou        | 9,100  | 9,400  | 9,450  | 9,400  | 37,350 |
| 45    | Norwegen                        | Victoria Ystborg         | 8,800  | 9,500  | 9,500  | 9,550  | 37,350 |
| 49    | Jugoslawien                     | Dominika Kacin           | 9,250  | 9,500  | 9,500  | 9,050  | 37,300 |
| 50    | Schweiz                         | Brigitte Huber           | 9,250  | 9,400  | 9,300  | 9,150  | 37,100 |
| 51    | Schweiz                         | Sabrina Muheim           | 9,300  | 9,150  | 9,150  | 9,300  | 36,900 |
| 51    | Norwegen                        | Camilla Straedet         | 9,400  | 8,950  | 9,300  | 9,250  | 36,900 |
| 53    | Portugal                        | Margarida Carmo          | 9,050  | 9,350  | 8,900  | 9,300  | 36,600 |
| 54    | Dänemark                        | Ana-Katrine Korning      | 9,100  | 9,200  | 9,050  | 9,05   | 36,400 |
| 55    | Schweden                        | Cecilia Persson          | 9,300  | 9,000  | 9,150  | 8,900  | 36,350 |
| 56    | Vereinigtes Königreich          | Lisa Black               | 9,150  | 9,200  | 9,050  | 8,900  | 36,300 |
| 57    | Belgien                         | Annik Vanderstraeten     | 9,050  | 9,150  | 8,900  | 9,150  | 36,250 |
| 57    | Norwegen                        | Ylje Wiede               | 9,400  | 8,400  | 9,200  | 9,250  | 36,250 |
| 59    | Dänemark                        | Hansen Jannike Toftegard | 9,250  | 9,150  | 8,900  | 8,850  | 36,150 |
| 60    | Schweiz                         | Virginie Chevillat       | 9,150  | 8,950  | 8,850  | 9,150  | 36,100 |
| 61    | Portugal                        | Sonja Monteiro           | 9,050  | 9,350  | 8,850  | 8,800  | 36,050 |
| 61    | Vereinigtes Königreich          | Alitia Sands             | 9,100  | 9,000  | 8,850  | 9,100  | 36,050 |
| 63    | Vereinigtes Königreich          | Viva Seifert             | 8,750  | 9,100  | 8,850  | 9,250  | 35,950 |
| 64    | Türkei                          | Sebnem Özcakir           | 8,950  | 9,050  | 9,150  | 8,700  | 35,850 |
| 65    | Österreich                      | Ellen Schaffer           | 9,050  | 8,500  | 9,150  | 9,050  | 35,750 |
| 66    | Schweden                        | Sofia Hedman             | 8,800  | 9,150  | 8,700  | 8,950  | 35,600 |
| 67    | Belgien                         | Sandra Moentjes          | 8,750  | 9,050  | 8,800  | 8,900  | 35,500 |
| 68    | Türkei                          | Inci Özcakir             | 8,800  | 8,800  | 8,500  | 8,600  | 34,700 |
| 69    | Türkei                          | Ebru Gezgin              | 8,500  | 8,100  | 8,350  | 8,800  | 33,750 |

### Gerätefinals
In allen vier Gerätefinals wurden die Teilergebnisse aus dem Einzelmehrkampf als Vornote herangezogen.

In drei der vier Finals (Seil, Reifen und Band) gab es, wie im Mehrkampf, jeweils drei Siegerinnen, die alle zwei Mal die Höchstnote 10,000 bekamen. Auch die zwei Siegerinnen mit den Keulen bekamen jeweils die 10,000.
| Platz | Land                            | Athletin             | Vornote | Punkte | Gesamt |
| ----- | ------------------------------- | -------------------- | ------- | ------ | ------ |
| 1     | Bulgarien                       | Elisabeth Koleva     | 10,000  | 10,000 | 20,000 |
| 1     | Sowjetunion                     | Maryna Lobatsch      | 10,000  | 10,000 | 20,000 |
| 1     | Sowjetunion                     | Alexandra Timochenko | 10,000  | 10,000 | 20,000 |
| 4     | Bulgarien                       | Bianka Panowa        | 10,000  | 9,900  | 19,900 |
| 5     | Deutsche Demokratische Republik | Cornelia Kunze       | 9,900   | 9,900  | 19,800 |
| 6     | Rumänien                        | Adriana Stonescu     | 9,850   | 9,900  | 19,750 |
| 7     | Rumänien                        | Florentina Butaru    | 9,800   | 9,900  | 19,700 |
| 8     | BR Deutschland                  | Diana Schmiemann     | 9,850   | 9,800  | 19,650 |

Da pro Nation nur zwei Starterinnen pro Finale erlaubt waren, mussten die Sowjetrussin Anna Kotschnewa (9,9) und die Bulgarin Adriana Dunawska (10,000) auf den Start verzichten. Für sie rückten Florentina Butaru (ROM) mit einer 9,800 im Mehrkampf und Diana Schmiemann (FRG) mit einer 9,850 im Mehrkampf nach.
| Platz | Land                            | Athletin             | Vornote | Punkte | Gesamt |
| ----- | ------------------------------- | -------------------- | ------- | ------ | ------ |
| 1     | Bulgarien                       | Adriana Dunawska     | 10,000  | 10,000 | 20,000 |
| 1     | Bulgarien                       | Bianka Panowa        | 10,000  | 10,000 | 20,000 |
| 1     | Sowjetunion                     | Alexandra Timochenko | 10,000  | 10,000 | 20,000 |
| 4     | Sowjetunion                     | Anna Kotschnewa      | 10,000  | 9,900  | 19,900 |
| 5     | Deutsche Demokratische Republik | Esther Nicklas       | 9,900   | 9,900  | 19,800 |
| 6     | Deutsche Demokratische Republik | Cornelia Kunze       | 9,850   | 9,900  | 19,750 |
| 6     | BR Deutschland                  | Diana Schmiemann     | 9,850   | 9,900  | 19,750 |
| 8     | Rumänien                        | Florentina Butaru    | 9,800   | 9,900  | 19,700 |

Da pro Nation nur zwei Starterinnen pro Finale erlaubt waren, mussten die Bulgarin Elisabeth Koleva trotz einer 10,000 im Mehrkampf und die Sowjetrussin Maryna Lobatsch (9,950) auf den Start verzichten. Für sie rückten Florentina Butaru (ROM) mit einer 9,800 als Vornote und Diana Schmiemann (FRG) mit einer 9,850 als Vornote nach.
| Platz | Land                            | Athletin             | Vornote | Punkte | Gesamt |
| ----- | ------------------------------- | -------------------- | ------- | ------ | ------ |
| 1     | Bulgarien                       | Adriana Dunawska     | 10,000  | 10,000 | 20,000 |
| 1     | Sowjetunion                     | Alexandra Timochenko | 10,000  | 10,000 | 20,000 |
| 3     | Bulgarien                       | Elisabeth Koleva     | 10,000  | 9,900  | 19,900 |
| 3     | Sowjetunion                     | Maryna Lobatsch      | 10,000  | 9,900  | 19,900 |
| 5     | Rumänien                        | Florentina Butaru    | 9,900   | 9,900  | 19,800 |
| 5     | Spanien                         | Maria Isabel Lloret  | 9,900   | 9,900  | 19,800 |
| 5     | Deutsche Demokratische Republik | Cornelia Kunze       | 9,900   | 9,900  | 19,800 |
| 8     | Ungarn                          | Nora Erfalvi         | 9,850   | 9,500  | 19,350 |

Da pro Nation nur zwei Starterinnen pro Finale erlaubt waren, mussten die Bulgarin Bianka Panowa (9,900) und die Sowjetrussin Anna Kotschnewa (9,950) auf den Start verzichten. Für sie rückten Maria Isabel Lloret (ESP) mit einer 9,900 als Vornote und Nora Erfalvi (HUN) mit einer 9,850 als Vornote nach.
| Platz | Land                            | Athletin             | Vornote | Punkte | Gesamt |
| ----- | ------------------------------- | -------------------- | ------- | ------ | ------ |
| 1     | Bulgarien                       | Adriana Dunawska     | 10,000  | 10,000 | 20,000 |
| 1     | Sowjetunion                     | Maryna Lobatsch      | 10,000  | 10,000 | 20,000 |
| 1     | Bulgarien                       | Bianka Panowa        | 10,000  | 10,000 | 20,000 |
| 4     | Rumänien                        | Florentina Butaru    | 9,850   | 9,900  | 19,750 |
| 5     | Deutsche Demokratische Republik | Cornelia Kunze       | 9,900   | 9,800  | 19,700 |
| 6     | Spanien                         | Maria Martin         | 9,850   | 9,800  | 19,650 |
| 7     | Ungarn                          | Nora Erfalvi         | 9,800   | 9,800  | 19,600 |
| 7     | Sowjetunion                     | Alexandra Timochenko | 10,000  | 9,600  | 19,600 |

Da pro Nation nur zwei Starterinnen pro Finale erlaubt waren, mussten die Bulgarin Elisabeth Koleva (10,000) und die Sowjetrussin Anna Kotschnewa (9,900) auf den Start verzichten. Für sie rückten die Spanierin Maria Martin (9,850) und die Ungarin Nora Erfalvi (9,800) nach.

### Gruppe
Der Teamwettbewerb bestand diesmal aus drei Disziplinen. Zuerst wurde der Gruppenmehrkampf absolviert, bei denen pro Mannschaft zwei Gruppen antraten. Eine Gruppe turnte mit sechs Bällen, die andere mit drei Reifen und drei Bändern. Die Resultate ergaben zusammenaddiert das Ergebnis des Mehrkampfes. Zusätzlich wurden in den beiden Teildisziplinen eigene Finals geturnt, wobei die jeweils acht besten Mannschaften der Teildisziplin (in der Mehrkampftabelle kursiv hinterlegt) nochmals antraten. Die im Mehrkampf erzielte Note wurde dabei als Vornote hinzuaddiert.

#### Mehrkampf
| Platz | Land             | 3 Reifen 3 Bänder | 6 Bälle | Gesamt |
| ----- | ---------------- | ----------------- | ------- | ------ |
| 1     | Bulgarien        | 20,000            | 20,000  | 40,000 |
| 2     | Sowjetunion      | 19,900            | 19,900  | 39,800 |
| 3     | Ungarn           | 19,500            | 19,550  | 39,050 |
| 4     | Italien          | 19,500            | 19,500  | 39,000 |
| 5     | Tschechoslowakei | 19,550            | 19,400  | 38,950 |
| 6     | BR Deutschland   | 19,450            | 19,450  | 38,900 |
| 7     | Frankreich       | 19,400            | 19,400  | 38,800 |
| 8     | Finnland         | 19,400            | 19,350  | 38,750 |
| 8     | Spanien          | 19,050            | 19,700  | 38,750 |
| 10    | Österreich       | 19,350            | 19,300  | 38,650 |
| 11    | Niederlande      | 19,350            | 19,250  | 38,600 |
| 12    | Griechenland     | 19,100            | 19,050  | 38,150 |
| 13    | Schweden         | 18,900            | 19,000  | 37,900 |
| 14    | Norwegen         | 18,900            | 18,550  | 37,450 |

#### 6 Bälle
| Platz | Land             | Mehrkampf | Finalpunkte | Gesamt |
| ----- | ---------------- | --------- | ----------- | ------ |
| 1     | Bulgarien        | 20,000    | 20,000      | 40,000 |
| 2     | Sowjetunion      | 19,900    | 20,000      | 39,900 |
| 3     | Spanien          | 19,700    | 19,700      | 39,400 |
| 4     | Ungarn           | 19,550    | 19,600      | 39,150 |
| 5     | Italien          | 19,500    | 19,600      | 39,100 |
| 6     | Tschechoslowakei | 19,400    | 19,600      | 39,000 |
| 6     | Frankreich       | 19,400    | 19,600      | 39,000 |
| 8     | BR Deutschland   | 19,450    | 19,400      | 38,850 |

#### 3 Reifen/3 Bänder
| Platz | Land             | Mehrkampf | Finalpunkte | Gesamt |
| ----- | ---------------- | --------- | ----------- | ------ |
| 1     | Bulgarien        | 20,000    | 19,900      | 39,900 |
| 1     | Sowjetunion      | 19,900    | 20,000      | 39,900 |
| 3     | Italien          | 19,500    | 19,600      | 39,100 |
| 4     | Tschechoslowakei | 19,550    | 19,500      | 39,050 |
| 4     | Ungarn           | 19,500    | 19,550      | 39,050 |
| 6     | Frankreich       | 19,400    | 19,450      | 38,850 |
| 7     | BR Deutschland   | 19,450    | 19,350      | 38,800 |
| 8     | Finnland         | 19,400    | 19,350      | 38,750 |

## Medaillenspiegel
| Medaillenspiegel |             |      |        |        |        |
| Platz            | Land        | Gold | Silber | Bronze | Gesamt |
| 1                | Bulgarien   | 11   | 0      | 1      | 12     |
| 2                | Sowjetunion | 7    | 2      | 1      | 10     |
| 3                | Italien     | 0    | 0      | 1      | 1      |
| 3                | Spanien     | 0    | 0      | 1      | 1      |
| 3                | Ungarn      | 0    | 0      | 1      | 1      |